# Sentry Island
Sentry Island – niezamieszkana wyspa należąca do Archipelagu Arktycznego, znajdująca się w regionie Kivalliq, Nunavut, Kanada. Najbliższą osadą jest Arviat, oddalony o 14 km.
Wyspa jest częścią Arvia'juaq and Qikiqtaarjuk National Historic Site.